# Egbert, Wyoming
Egbert är en mindre ort i Laramie County i sydöstra delen av den amerikanska delstaten Wyoming. Orten ligger omkring 50 kilometer öster om delstatens och countyts huvudstad Cheyenne.

## Historia
Orten är möjligen uppkallad efter en av Union Pacifics första konduktörer, Augustus Albert Egbert, som senare blev tjänsteman på järnvägen under konstruktionen av transamerikanska järnvägen genom Wyoming. Här uppstod ett mindre stationssamhälle. Postkontoret etablerades första gången 1875 och var med kortare avbrott i drift fram till 1966.

## Kommunikationer
Egberts järnvägsstation ligger på Union Pacifics transkontinentala öst-västliga linje. Här förgrenar sig linjen norrut mot Yoder. Järnvägen används idag endast av godstrafik. Omkring en kilometer söder om orten passerar den moderna kust-till-kust-motorvägen Interstate 80 som till stora delar följer samma sträckning som den transkontinentala järnvägen.